# 옴브레
옴브레(Hombre)는 미국에서 제작된 마틴 리트 감독의 1967년 서부 영화이다. 폴 뉴먼 등이 주연으로 출연하였고 얼빙 라베치 등이 제작에 참여하였다.

## 출연

### 주연
- 폴 뉴먼
- 프레드릭 마치
- 리처드 분

### 조연
- 다이안 실렌토
- 캐머런 미첼
- 바바라 루쉬
- 마틴 발삼
- 스킵 워드
- 프랭크 실베라
- 마가렛 블리
- 데이비드 카나리
- 밸 에이버리
- 래리 워드

## 제작진
- 원작자: 엘모어 레너드